# Den Svarte
Den Svarte (engelska: The Dark One) är en fiktiv karaktär och den primära antagonisten i fantasybokserien Sagan om Drakens återkomst av Robert Jordan. 
Den svartes egentliga namn är Shai'tan (Shaitan är ett arabiskt ord för satan). Men att uttala det namnet anses bringa otur och därför används omskrivningen "den Svarte" eller något annat namn som till exempel Lögnernas Fader, Hjärtbite eller Mörkrets Herre (det senare av dem som tjänar honom).
I böckerna säger Aes Sedaien Verin att den Svarte är "the embodiment of paradox and chaos, destroyer of reason and logic, breaker of balance, the unmaker of order, and the opponent of the Creator".

## Mörkvänner
Den Svartes anhängare kallas mörkvänner. På det gamla språket heter det Atha'an Shadar. Det är inte säkert att alla mörkvänner verkligen är lojala mot den Svarte. Vissa är bara ute efter den utlovade makten och odödligheten. De hålls i schack med hjälp av bestraffningar och hot om bestraffning av högre stående mörkvänner och de Förlorade. 
Mörkvänner kallar den Svarte för Mörkrets Herre, eftersom de anser det blasfemiskt att använda det riktiga namnet.